# August Heintze
Sven August Heintze, född 26 september 1881 i Skurups socken, död 6 maj 1941 i Stockholm, var en svensk biolog. Han var bror till Ingeborg Heintze.
August Heintze var son till handlaren Fredrik August Heintze. Han avlade mogenhetsexamen i Malmö 1901 och studerade därefter vid Lunds universitet och blev filosofie kandidat 1906, filosofie licentiat 1910 och efter disputation 1913 filosofie doktor 1914. Efter olika lärarförordnanden från 1906 blev han extraordinarie lektor i Uddevalla 1914 och adjunkt i Karlshamn 1918 samt utnämndes till lektor i biologi vid Högre allmänna läroverket i Luleå 1919. 1923 erhöll han transport till Högre allmänna läroverket å Östermalm i Stockholm som adjunkt i geografi och biologi. Som botanisk forskare ägnade sig Heintze huvudsakligen åt växtgeografin och växtbiologin. För att studera kärlväxternas utbredning gjorde han 1904–1912 vidsträckta resor i norra Sverige och norra Norge, och utgav vegetationsstudier från Tromsö amt i Norge och Råneå socken i Norrbotten samt Växttopografiska undersökningar i Åsele Lappmarks fjälltrakter (1913, doktorsavhandling). Inom växtbiologin utgjorde fröspridningen hans stora intresse, och i en rad uppsatser redogjorde han för sina iakttagelser rörande fröns spridning särskilt genom fåglar och däggdjur. Ett planerat större arbete, Handbuch der Verbreitungsökologie der Pflanzen (del 1 1932, del 2 1935) hann han aldrig färdigställa. Bland hans skrifter märks även Cormofyternas fylogeni (1927). Heintze är begraven på Skurups norra kyrkogård.